# Jan Hoogland (politicus)

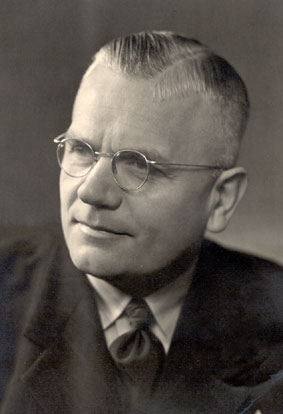
Jan Hoogland

Jan Louws (Jan) Hoogland (Franeker, 29 april 1896 – Leeuwarden, 4 oktober 1980) was een Nederlands politicus van de Partij van de Arbeid.

## Biografie
Jan Hoogland werd geboren in een boerenfamilie. In 1946 werd Hoogland namens de PvdA lid van zowel de Provinciale als Gedeputeerde Staten van Friesland en de Eerste Kamer der Staten-Generaal. Als gedeputeerde was Hoogland belast met provinciale wegen en droge en natte waterstaat. Als lid van de Eerste Kamer was hij woordvoerder landbouw, waar hij steeds het woord voerde over de behandeling van de begroting van het Zuiderzeefonds. Van 25 januari 1958 tot 11 maart 1969 was hij voorzitter van de vereniging "De Friesche Elf Steden". Hij was voorzitter tijdens de twaalfde Elfstedentocht in 1963, die de geschiedenis in ging als de "barre Elfstedentocht".
Hij nam in 1961 afscheid als Eerste Kamerlid vanwege zijn werkzaamheden als gedeputeerde en omdat het reizen van Leeuwarden naar Den Haag hem te zwaar werd. Hij overleed in Leeuwarden in 1980.

## Privéleven
Jan Hoogland stond bekend als natuurliefhebber en levensgenieter. Zijn zoon, Louw Hoogland, was burgemeester van Terschelling en van Brunssum.

## Nagedachtenis
Het J.L. Hooglandgemaal in Stavoren is naar hem vernoemd.